# Ivy Bottini
Ivy Bottini (Nueva York, 15 de agosto de 1926 – Florida, 25 de febrero de 2021) fue una artista visual, actriz y activista por los derechos de la mujer y del colectivo LGBT estadounidense.

## Biografía
Nacida en Nueva York en 1926, se graduó en diseño gráfico del Instituto Pratt. En 1966 ayudó a fundar el capítulo neoyorquino de la Organización Nacional de Mujeres y dos años después fue nombrada presidenta de la institución. En 1968 declaró públicamente su homosexualidad, a pesar de haber estado casada con un hombre, lo que ocasionó su despido de la organización en 1970. Luego de trabajar durante 16 años en el diario Newsday, se mudó a Los Ángeles en 1971.
En la ciudad californiana se desempeñó durante algunos años como actriz de teatro y fundó las organizaciones sin ánimo de lucro AIDS Network LA y LA Lesbian/Gay Police Advisory Board. En 1977 creó y presentó un programa radial en la estación KHJ con temática exclusivamente enfocada en los derechos del colectivo LGBT. Un año después dirigió la exitosa campaña en contra de la Iniciativa Briggs, la cual pretendía prohibir a los profesores y maestros homosexuales trabajar en las escuelas públicas de California. Durante las décadas de 1990 y 2000, Bottini continuó trabajando a favor de los derechos de la mujer y de las comunidades LGBT, participando en conferencias, eventos organizaciones.
Falleció el 25 de febrero de 2021 en Florida a los noventa y cuatro años.

## Premios y reconocimientos
- 1991 - Premio Drama Logues por Against the Rising Sea.
- 1998 - Se estableció el Teatro Ivy en West Hollywood en su honor.
- 2001 - Se plantó un árbol y se diseñó una placa conmemorativa en el Matthew Shepard Memorial Triangle en su honor.
- 2007 - Premio Morris Kight Lifetime Achievement en West Los Ángeles.